# Tietasaura
Tietasaura (que significa "lagarto Tieta") é um gênero extinto de dinossauro ornitópode elasmariano da Formação Marfim, no Brasil, que viveu no Cretáceo Inferior. O gênero contém uma única espécie, T. derbyiana, conhecida a partir de um único fêmur incompleto. O Tietasaura se destaca por ser o primeiro dinossauro ornitísquio já nomeado em território brasileiro.

## Descoberta e nomenclatura
O espécime holótipo Tietasaura, NHM-PV R.3424, foi descoberto em 1906 durante uma série de expedições do Museu de História Natural de Londres à América do Sul, que durou de 1859 a 1906. Alguns dos fósseis encontrados durante essas viagens foram descritos em publicações de 1860 e 1907. Este trabalho de campo específico foi realizado ao longo de uma praia próxima à Estrada de Ferro da Bahia ao São Francisco, na cidade de Salvador, Bahia, Brasil. Esta localidade pertence à Formação Marfim da Bacia do Recôncavo. O espécime, que consiste na extremidade distal do fêmur esquerdo, está entre os primeiros restos de dinossauros encontrados na América do Sul. Embora agora seja considerado como pertencente a um dinossauro, as primeiras observações rotularam o osso como pertencente a "Hyposaurus sp." (um crocodiliforme dirosaurídeo) nas coleções do Museu de História Natural e as coleções digitais do museu o listam incorretamente como um espécime de Sarcosuchus hartti (um crocodiliforme folidosaurídeo).
Em 2024, Bandeira et al. descreveu Tietasaura derbyiana como um novo gênero e espécie de ornitópode elasmariano baseado nesses restos fósseis. O nome genérico, Tietasaura, combina "Tieta" — nome da personagem principal do romance brasileiro Tieta do Agreste — e "saura" (σαύρα), declinação feminina da palavra grega "sauros", que significa "lagarto". O nome "Tieta" também é apelido de "Antonieta" em português, que significa "inestimável"; os autores que descrevem usam esse significado para refletir o valor do espécime como o primeiro ornitísquio nomeado no Brasil. O nome específico, derbyiana, homenageia o geólogo Orville A. Derby e suas contribuições para a paleontologia no Brasil.

## Classificação
Em suas análises filogenéticas, Bandeira et al. (2024) recuperaram Tietasaura como um membro ornitópode do Elasmaria, como táxon irmão do Notohypsilophodon. Seus resultados são exibidos no cladograma abaixo:
|  | Fulgurotherium                                                   |
|  |                                                                  |
|  | Gasparinisaura                                                   |
|  |                                                                  |
|  | \| \| Tietasaura \| \| \| \| \| \| Notohypsilophodon \| \| \| \| |
|  |                                                                  |
|  | Tietasaura                                                       |
|  |                                                                  |
|  | Notohypsilophodon                                                |
|  |                                                                  |

|  | Tietasaura        |
|  |                   |
|  | Notohypsilophodon |
|  |                   |

|  | Fulgurotherium                                                   |
|  |                                                                  |
|  | Gasparinisaura                                                   |
|  |                                                                  |
|  | \| \| Tietasaura \| \| \| \| \| \| Notohypsilophodon \| \| \| \| |
|  |                                                                  |
|  | Tietasaura                                                       |
|  |                                                                  |
|  | Notohypsilophodon                                                |
|  |                                                                  |

|  | Tietasaura        |
|  |                   |
|  | Notohypsilophodon |
|  |                   |

|  | Tenontosaurus spp.                                              |
|  |                                                                 |
|  | \| \| Muttaburrasaurus \| \| \| \| \| \| Dryomorpha \| \| \| \| |
|  |                                                                 |
|  | Muttaburrasaurus                                                |
|  |                                                                 |
|  | Dryomorpha                                                      |
|  |                                                                 |

|  | Muttaburrasaurus |
|  |                  |
|  | Dryomorpha       |
|  |                  |

|  | Tenontosaurus spp.                                              |
|  |                                                                 |
|  | \| \| Muttaburrasaurus \| \| \| \| \| \| Dryomorpha \| \| \| \| |
|  |                                                                 |
|  | Muttaburrasaurus                                                |
|  |                                                                 |
|  | Dryomorpha                                                      |
|  |                                                                 |

|  | Muttaburrasaurus |
|  |                  |
|  | Dryomorpha       |
|  |                  |

|  | Fulgurotherium                                                   |
|  |                                                                  |
|  | Gasparinisaura                                                   |
|  |                                                                  |
|  | \| \| Tietasaura \| \| \| \| \| \| Notohypsilophodon \| \| \| \| |
|  |                                                                  |
|  | Tietasaura                                                       |
|  |                                                                  |
|  | Notohypsilophodon                                                |
|  |                                                                  |

|  | Tietasaura        |
|  |                   |
|  | Notohypsilophodon |
|  |                   |

|  | Fulgurotherium                                                   |
|  |                                                                  |
|  | Gasparinisaura                                                   |
|  |                                                                  |
|  | \| \| Tietasaura \| \| \| \| \| \| Notohypsilophodon \| \| \| \| |
|  |                                                                  |
|  | Tietasaura                                                       |
|  |                                                                  |
|  | Notohypsilophodon                                                |
|  |                                                                  |

|  | Tietasaura        |
|  |                   |
|  | Notohypsilophodon |
|  |                   |

|  | Tenontosaurus spp.                                              |
|  |                                                                 |
|  | \| \| Muttaburrasaurus \| \| \| \| \| \| Dryomorpha \| \| \| \| |
|  |                                                                 |
|  | Muttaburrasaurus                                                |
|  |                                                                 |
|  | Dryomorpha                                                      |
|  |                                                                 |

|  | Muttaburrasaurus |
|  |                  |
|  | Dryomorpha       |
|  |                  |

|  | Tenontosaurus spp.                                              |
|  |                                                                 |
|  | \| \| Muttaburrasaurus \| \| \| \| \| \| Dryomorpha \| \| \| \| |
|  |                                                                 |
|  | Muttaburrasaurus                                                |
|  |                                                                 |
|  | Dryomorpha                                                      |
|  |                                                                 |

|  | Muttaburrasaurus |
|  |                  |
|  | Dryomorpha       |
|  |                  |

|  | Fulgurotherium                                                   |
|  |                                                                  |
|  | Gasparinisaura                                                   |
|  |                                                                  |
|  | \| \| Tietasaura \| \| \| \| \| \| Notohypsilophodon \| \| \| \| |
|  |                                                                  |
|  | Tietasaura                                                       |
|  |                                                                  |
|  | Notohypsilophodon                                                |
|  |                                                                  |

|  | Tietasaura        |
|  |                   |
|  | Notohypsilophodon |
|  |                   |

|  | Fulgurotherium                                                   |
|  |                                                                  |
|  | Gasparinisaura                                                   |
|  |                                                                  |
|  | \| \| Tietasaura \| \| \| \| \| \| Notohypsilophodon \| \| \| \| |
|  |                                                                  |
|  | Tietasaura                                                       |
|  |                                                                  |
|  | Notohypsilophodon                                                |
|  |                                                                  |

|  | Tietasaura        |
|  |                   |
|  | Notohypsilophodon |
|  |                   |

|  | Tenontosaurus spp.                                              |
|  |                                                                 |
|  | \| \| Muttaburrasaurus \| \| \| \| \| \| Dryomorpha \| \| \| \| |
|  |                                                                 |
|  | Muttaburrasaurus                                                |
|  |                                                                 |
|  | Dryomorpha                                                      |
|  |                                                                 |

|  | Muttaburrasaurus |
|  |                  |
|  | Dryomorpha       |
|  |                  |

|  | Tenontosaurus spp.                                              |
|  |                                                                 |
|  | \| \| Muttaburrasaurus \| \| \| \| \| \| Dryomorpha \| \| \| \| |
|  |                                                                 |
|  | Muttaburrasaurus                                                |
|  |                                                                 |
|  | Dryomorpha                                                      |
|  |                                                                 |

|  | Muttaburrasaurus |
|  |                  |
|  | Dryomorpha       |
|  |                  |

|  | Fulgurotherium                                                   |
|  |                                                                  |
|  | Gasparinisaura                                                   |
|  |                                                                  |
|  | \| \| Tietasaura \| \| \| \| \| \| Notohypsilophodon \| \| \| \| |
|  |                                                                  |
|  | Tietasaura                                                       |
|  |                                                                  |
|  | Notohypsilophodon                                                |
|  |                                                                  |

|  | Tietasaura        |
|  |                   |
|  | Notohypsilophodon |
|  |                   |

|  | Fulgurotherium                                                   |
|  |                                                                  |
|  | Gasparinisaura                                                   |
|  |                                                                  |
|  | \| \| Tietasaura \| \| \| \| \| \| Notohypsilophodon \| \| \| \| |
|  |                                                                  |
|  | Tietasaura                                                       |
|  |                                                                  |
|  | Notohypsilophodon                                                |
|  |                                                                  |

|  | Tietasaura        |
|  |                   |
|  | Notohypsilophodon |
|  |                   |

|  | Tenontosaurus spp.                                              |
|  |                                                                 |
|  | \| \| Muttaburrasaurus \| \| \| \| \| \| Dryomorpha \| \| \| \| |
|  |                                                                 |
|  | Muttaburrasaurus                                                |
|  |                                                                 |
|  | Dryomorpha                                                      |
|  |                                                                 |

|  | Muttaburrasaurus |
|  |                  |
|  | Dryomorpha       |
|  |                  |

|  | Tenontosaurus spp.                                              |
|  |                                                                 |
|  | \| \| Muttaburrasaurus \| \| \| \| \| \| Dryomorpha \| \| \| \| |
|  |                                                                 |
|  | Muttaburrasaurus                                                |
|  |                                                                 |
|  | Dryomorpha                                                      |
|  |                                                                 |

|  | Muttaburrasaurus |
|  |                  |
|  | Dryomorpha       |
|  |                  |